# 27 mm Mauser BK
27 mm Mauser BK är en 27 mm flygplanautomatkanon tillverkad av Mauser-Werke i Tyskland. Vapnet är av revolvertyp och kammarstycket har fem patronlägen.
Vapnet är avsett att användas mot både luft- och markmål på relativt korta avstånd. Hög utgångshastighet och hög eldhastighet är avgörande för träffresultatet. För övningsändamål kan vapnet avfyras med reducerad eldhastighet.

## Sverige
27 mm Mauser BK-27 används i Sveriges flygvapen under beteckningen 27 mm akan m/85 och utgör den fasta beväpningen på jaktversionerna av enhetsflygplanet JAS 39 Gripen. Av utrymmesskäl saknar den tvåsitsiga versionen av JAS 39 fast beväpning.
Ammunitionen är bandad med sönderfallande länk och lagras i ett fast magasin. De förbrukade länkarna samlas i ett separat länkmagasin för återanvändning medan tomhylsorna kastas ut, Gripen E har en uppdaterad version med uppsamling av tomhylsor.

## Användning
urval
- Panavia Tornado
- Saab 39 Gripen
- Eurofighter Typhoon

## Användare
urval
- Tyskland
- Italien
- Storbritannien
- Sverige
- Saudiarabien